# 김선미 (1974년)
김선미(金善美, 1974년 1월 18일~)은 대한민국의 제6·7대 광주광역시 광산구의원이다.

## 학력
- 광양사곡초등학교 졸업
- 광양여자중학교 졸업
- 순천매산여자고등학교 졸업
- 1992.03~1996.09 조선대학교 고분자공학과 제적

## 경력
- 광산구 교육희망 네트워크 집행위원
- 운남동 어린이도서관 운영위원
- 월곡동 행복도서관 운영위원
- 빛고을 시민 ICOOP 생협 감사
- 통합진보당 성평등 강사
- 통합진보당 중앙대의원
- 통합진보당 광주광역시 광산구 위원회 부위원장
- 광주 생명의 숲 회원
- 광주·전남 녹색연합 회원
- 광주여성재단 젠더포럼 경제노동분과 위원
- 2010.07~2014.06 제6대 광주광역시 광산구의회 의원
- 2010.07~2012.07 제6대 광주광역시 광산구의회 전반기 운영위원회 위원
- 2010.07~2012.07 제6대 광주광역시 광산구의회 전반기 산업도시위원회 위원
- 2010.07~2012.07 제6대 광주광역시 광산구의회 전반기 예산결산특별위원회 위원
- 2012.07~2014.06 제6대 광주광역시 광산구의회 후반기 기획총무위원회 위원장
- 2012.07~2014.06 제6대 광주광역시 광산구의회 후반기 예산결산특별위원회 위원
- 2014.07~2018.06 제7대 광주광역시 광산구의회 의원
- 2014.07~2016.07 제7대 광주광역시 광산구의회 전반기 운영위원회 위원
- 2014.07~2016.07 제7대 광주광역시 광산구의회 전반기 기획총무위원회 위원
- 2014.07~2016.07 제7대 광주광역시 광산구의회 전반기 예산결산특별위원회 위원
- 2016.03.10 민중연합당 입당
- 2016.07~2018.06 제7대 광주광역시 광산구의회 후반기 산업도시위원회 위원장
- 2016.07~2018.06 제7대 광주광역시 광산구의회 후반기 예산결산특별위원회 위원

## 역대 선거 결과
|  | 21.33% |

|  | 19.52% |

|  | 11.03% |